# Jaroslav Kalfař
Jaroslav Kalfař (* 20. května 1988 Praha) je spisovatel, esejista a scenárista. Proslavil se svým debutovým románem Kosmonaut z Čech. Narodil se v Praze, trvale žije v New Yorku. Do České republiky se pravidelně vrací.

## Život a dílo
Narodil se v Praze, část dětství prožil u prarodičů ve vesnici Pátek. V patnácti letech odešel do Spojených států amerických za svou matkou. Žil nejprve na Floridě, tam studoval na University of Central Florida, později se přestěhoval do  New Yorku. Studoval na New York University díky stipendiu od National Endowments for the Arts (NEA, Národní nadace pro umění). Vystudoval angličtinu a tvůrčí psaní a mimo jiné navštěvoval i přednášky spisovatele Jonathana Safrana Foera.
V rámci své diplomové práce na Univerzitě ve Floridě napsal knihu povídek Don't See, Don't Speak. které byly publikovány v různých tištěných a on-line literárních časopisech a antologiích.
V roce 2017 vydal v angličtině svůj první román Spaceman of Bohemia (Kosmonaut z Čech), který byl New York Times vyhlášen v roce 2017 za finalistu ceny Center for Fiction First Novel Prize. V  roce 2018 byla kniha zařazena na cenu Dayton Literary Peace Prize, v témže roce se dostala do užšího výběru na cenu Arthur C. Clarke Award. V roce 2019 získala nominaci na Dublin Literary Award. Do češtiny přeložila román Veronika Volhejnová. Podle knihy natočil film Johan Renck a hlavního hrdinu ztvárnil Adam Sandler. Film uvedl v roce 2024 Netflix.
V roce 2023 vydal autor svoji druhou knihu A Brief History of Living Forever (Stručná historie věčného života, 2023).